# بيل بورنس (صحفي)
بيل بورنس (بالإنجليزية: Bill Burns)‏ هو صحفي أمريكي، ولد في 10 أبريل 1913، وتوفي في 16 سبتمبر 1997.